# Juan de la Cruz Mourgeón
Juan de la Cruz Mourgeón y Achet (... – Quito, 8 aprile 1822) è stato un generale ed amministratore coloniale spagnolo.

## Biografia
Combatté nella guerra d'indipendenza spagnola contro i francesi, e nel vicereame della Nuova Granada contro i ribelli indipendentisti. Dal 1819 al 1821 fu viceré della Nuova Granada, ultimo viceré spagnolo della colonia.
Cruz Mourgeón combatté valorosamente nella guerra d'indipendenza. Partecipò alla battaglia di Bailén (1808) ed a quella di Bornos (1812). Fu decorato per i suoi servizi, diventando cavaliere degli ordini militari di San Fernando e San Hermenegildo, e Benemérito de la Patria, oltre a ricevere molte altre medaglie.
Divenne l'ultimo viceré titolare della Nuova Granada nel 1819, restando in carica fino al 1821, ma la colonia era in piena rivolta. Fu anche governatore di Panama (agosto-ottobre 1821). Da qui organizzò una spedizione per riconquistare Quito, dove arrivò a dicembre. Propose di liberare gli schiavi che avrebbero combattuto per le forze del re. All'inizio del 1822 scrisse a Simón Bolívar ammettendo il fallimento spagnolo nella riconquista delle sue vecchie colonie.
Morì a Quito l'8 aprile 1822.